# Cirrochroa latitaenia
Cirrochroa latitaenia är en fjärilsart som beskrevs av Hans Fruhstorfer 1912. Cirrochroa latitaenia ingår i släktet Cirrochroa och familjen praktfjärilar. Inga underarter finns listade i Catalogue of Life.